# Mentocrex
Mentocrex — рід журавлеподібних птахів родини Sarothruridae. Містить 2 види.

## Поширення
Обидва види є енднміками Мадагаскару. Трапляються у тропічних дощових лісах.

## Класифікація
Обидва види традиційно відносилися до роду Canirallus, а назва Mentocrex вважалася синонімом. Молекулярно-генетичне дослідження, опубліковане в 2019 році, показало, що вид Canirallus oculeus є базальним у родині пастушкових (Rallidae), а інші два види тісніо пов'язані з родом Sarothrura, з яким їх виокремили в родину Sarothruridae.

### Види
- Пастушок-сіродзьоб мадагаскарський[3] (Mentocrex kioloides)
- Mentocrex beankaensis